# SWD Powervolleys Düren
O SWD Powervolleys Düren é um time de voleibol alemão masculino da cidade de Düren, situada no estado da Renânia do Norte-Vestfália. Atualmente o clube disputa a 1. Bundesliga, a primeira divisão do campeonato alemão.

## Histórico
O departamento de voleibol é parte integrante da DTV 1847 há mais de 50 anos. O carro-chefe do clube é o time masculino da Bundesliga “powervolleys”, que se originou em um clube escolar em 1965.
Na temporada 1995–96 conquistou o título da 2. Bundesliga Nord e obteve o acesso à primeira divisão. De 2001 a 2014 o clube atuou com o nome Evivo Düren.

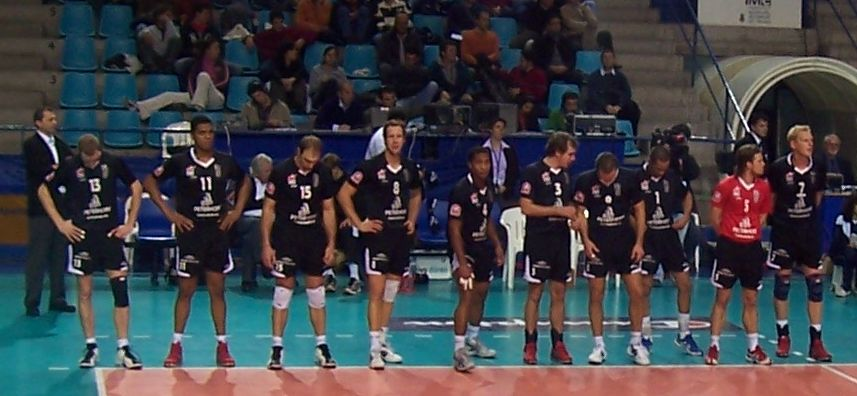
Equipe do Evivo Düren na Liga dos Campeões da Europa em 2006.

Em 2018, o Powervolleys Düren caiu nas oitavas de final da Taça CEV de 2017–18, repetindo o feito obtido nas edições de 2007–08 e 2010–11, após ser derrotado pelo turco Ziraat Bankası Ankara nas duas partidas disputadas (5–1 no agregado).

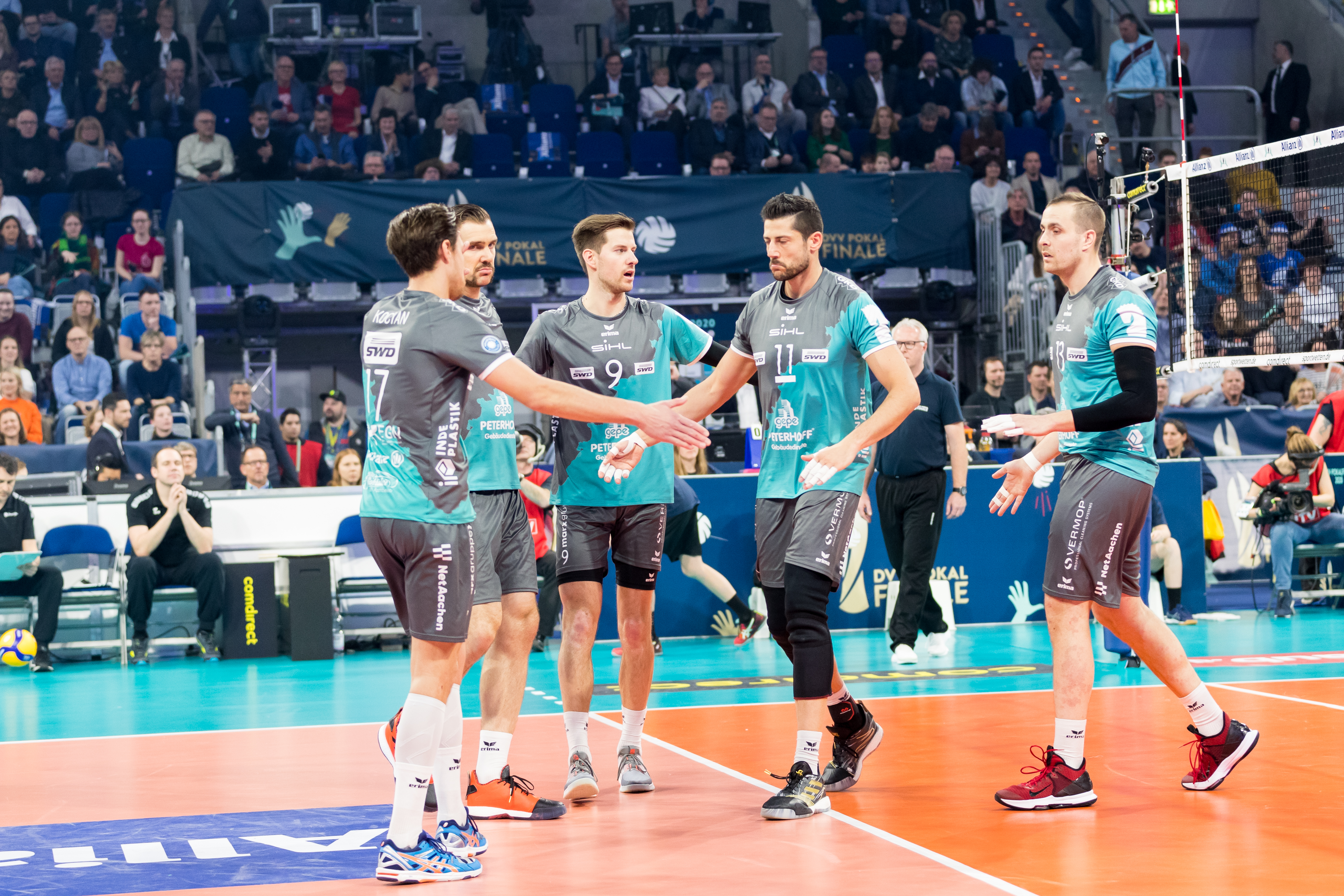
SWD Powervolleys Düren na Copa da Alemanha de 2019–20.

Na temporada 2019–20, o clube alcançou pela quinta vez em sua história a final da Copa da Alemanha, mas foi superado na final pelo Berlin Recycling Volleys, pelo placar de 3–0. Em 2022, após a equipe alcançar as semifinais da Bundesliga, o clube da cidade de Düren garantiu o acesso à Liga dos Campeões de 2022–23, sendo a terceira aparição do clube nesta competição.

## Títulos

### Campeonatos nacionais
Campeonato Alemão
- Vice-campeão: 2004–05, 2005–06, 2006–07

 Copa da Alemanha
- Vice-campeão: 2000–01, 2001–02, 2007–08, 2009–10, 2019–20, 2022–23

 2. Bundesliga Nord
- Campeão: 1991–92, 1993–94, 1995–96

## Elenco atual
Atletas selecionados para disputar a temporada 2022–23.
| Camisa                      | Nome               | Altura (m) | Posição    |
| --------------------------- | ------------------ | ---------- | ---------- |
| 1                           | Ivan Batanov       | 1,82       | Líbero     |
| 4                           | Melf Urban         | 2,03       | Central    |
| 5                           | Luuc Van der Ent   | 2,08       | Central    |
| 6                           | Erik Röhrs         | 1,94       | Ponteiro   |
| 7                           | Filip John         | 2,02       | Oposto     |
| 8                           | Björn Andrae       | 2,00       | Ponteiro   |
| 9                           | Marcin Ernastowicz | 1,90       | Ponteiro   |
| 10                          | Tobias Brand       | 1,95       | Ponteiro   |
| 11                          | Michael Andrei     | 2,10       | Central    |
| 12                          | Eric Burggräf      | 1,85       | Levantador |
| 13                          | Sebastián Gevert   | 2,04       | Oposto     |
| 14                          | David Pettersson   | 2,05       | Central    |
| 16                          | Leo Bernsmann      | 1,87       | Líbero     |
| 17                          | Tomas Kocian       | 1,92       | Levantador |
| Técnico: Rafał Murczkiewicz |                    |            |            |